# Las Lagunas, Jalisco
Las Lagunas är en ort i Mexiko.   Den ligger i kommunen Jesús María och delstaten Jalisco, i den centrala delen av landet, 300 km väster om huvudstaden Mexico City. Las Lagunas ligger 2 307 meter över havet och antalet invånare är 130.
Terrängen runt Las Lagunas är platt åt nordväst, men åt sydost är den kuperad. Las Lagunas ligger uppe på en höjd. Runt Las Lagunas är det ganska glesbefolkat, med 28 invånare per kvadratkilometer. Närmaste större samhälle är Ciudad Manuel Doblado, 16,6 km öster om Las Lagunas. I omgivningarna runt Las Lagunas växer huvudsakligen savannskog.